# Tireoglobulina
La tireoglobulina umana (hTg) è una glicoproteina dimerica (660 kDa) sintetizzata dalle cellule epiteliali che rivestono i follicoli tiroidei (tireociti). 

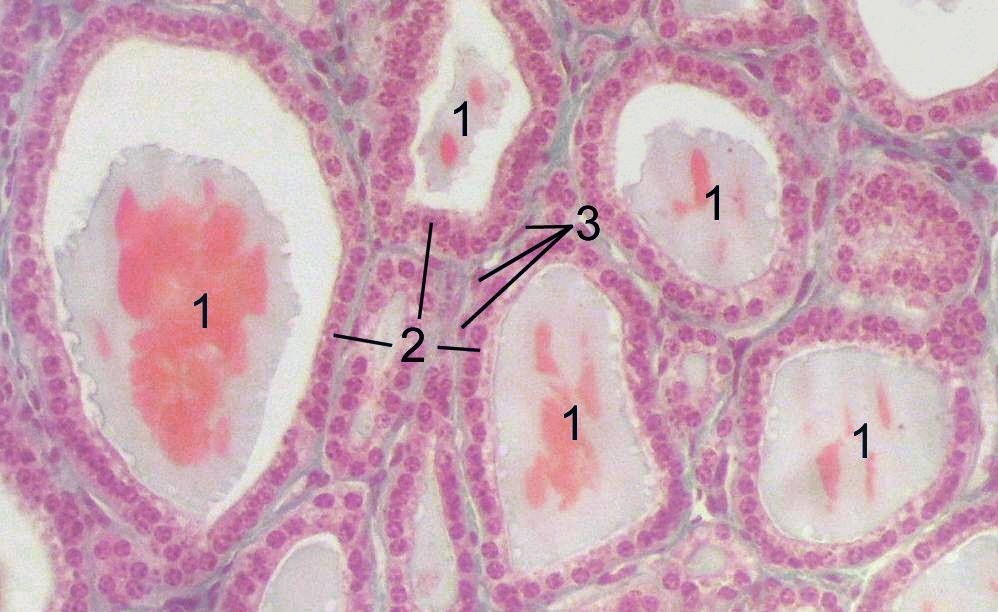
Sezione istologica di tiroide di cavallo: 1 follicoli, 2 epitelio follicolare, 3 cellule endoteliali

Nell'uomo viene codificata sul cromosoma 8 a 133,95-134,22 Mb.
La tireoglobulina è il componente principale della sostanza colloide che si trova nel lume follicolare. Qui i suoi residui di tirosina vengono iodinati a formare 3-monoiodotirosina (MIT) e 3,5-diiodotirosina (DIT). Un residuo di MIT e uno di DIT per condensazione formeranno all'interno del lume follicolare 3,5,3'-triiodotironina (T3) mentre due residui di DIT daranno origine a una molecola di tiroxina (T4). Queste due molecole costituiscono gli ormoni tiroidei attivi, i quali, sempre associati alla tireoglobulina, sotto lo stimolo dell'ormone tireotropo ipofisario (TSH), vengono fagocitati dai tireociti.
Inglobata nei fagosomi la sostanza colloide subisce l'azione degradativa degli enzimi lisosomiali: il legame tra tireoglobulina e ormoni tiroidei viene scisso e la stessa glicoproteina degradata. I cataboliti così ottenuti subiranno diversi destini: gli ormoni tiroidei verranno secreti nei vasi, con cui le porzioni basali dei tireociti sono in contatto, associati alla proteina TBG (thyroxine binding globulin), alla transtiretina e all'albumina e raggiungeranno così gli organi bersaglio; gli amminoacidi e gli ioni ioduro I− rimarranno all'interno della cellula e saranno utilizzati come componenti per la sintesi di nuove proteine e per la iodurazione di nuovi ormoni tiroidei, rispettivamente.

## Funzione
hTg viene utilizzata dalla tiroide nella produzione degli ormoni tiroidei quali la tiroxina (T4) e la triiodotironina (T3). La forma attiva della triiodotironina, la 3-5-3'triiodotironina, è prodotta sia all'interno della ghiandola tiroidea sia nella periferia da parte della 5'-deiodinasi (che è stato denominato anche come tetraiodotironina5'deiodinasi). Si presume che hTg e la tiroide svolgano un importante ruolo di immagazzinamento dello iodio per tutte le esigenze del corpo, in particolare, per organi come mammella, stomaco, ghiandole salivari, timo, ecc.
Infatti, hTg, che contiene circa 120 residui di tirosina, è in grado di formare solo piccole quantità di ormone tiroideo (appena 5-6 molecole di T4 e T3).
hTg viene prodotta dalle cellule epiteliali della tiroide, chiamati tireociti, i quali si organizzano a formare follicoli di forma sferica. hTg viene secreta e conservata nel lume follicolare.
hTg può reagire con l'enzima perossidasi tiroidea, lo iodio viene legato ai residui di tirosina nelle molecole di tireoglobulina, formando la monoiodotirosina (MIT) e la diiodotirosina (DIT).
La tiroxina è prodotta dalla combinazione di due porzioni della DIT. La triiodotironina è prodotta dalla combinazione di una molecola di MIT e una molecola di DIT.
I tireociti, sotto la stimolazione dell'ormone tireostimolante (TSH), fagocitano i globuli della sostanza colloide follicolare, le molecole di hTg quindi vengono digerite dalle proteasi contenute nei lisosomi, le quali digeriscono la tireoglobulina iodata, rilasciando il T3 e il T4 nel citoplasma del tireocita. Il T3 e T4 sono quindi trasportati attraverso (trasporto mediato dal TSH) la membrana basolaterale dei tireociti e secreti nel sangue, attraverso un meccanismo sconosciuto, mentre il lisosoma viene poi riutilizzato nel lume follicolare.

## Marcatore tumorale
I livelli di tireoglobulina nel sangue possono essere utilizzati come marcatori tumorali per alcuni tipi di cancro della tiroide, come il tumore papillare della tiroide e il tumore follicolare della tiroide. Livelli elevati di tireoglobulina nel sangue possono essere inoltre associati alla malattia di Graves.